# Syagrus harleyi
Syagrus harleyi là loài thực vật có hoa thuộc họ Arecaceae. Loài này được Glassman miêu tả khoa học đầu tiên năm 1978.